# Faujasia salicifolia
Faujasia salicifolia là một loài thực vật có hoa trong họ Cúc. Loài này được (Pers.) C.Jeffrey mô tả khoa học đầu tiên năm 1992.